# Чарльз Мінтц
Чарльз Бір Мінтц (англ. Charles Bear Mintz; 5 листопада 1889, Пенсільванія, США — 30 грудня 1939, Беверлі-Гіллз, Каліфорнія, США) — американський кінопродюсер, який взяв на себе контроль над кінокомпанією Маргарет Дж. Вінклер «Winkler Pictures», після одруження з нею в 1924 році. В період між 1925 і 1939 роками Чарльз взяв участь у створенні 374 мультфільмів.

## Біографія
Чарльз Мінтц не був задоволений витратами на серію мультфільмів «Комедії Аліси» Волта Діснея та Аба Айверкса та попросив їх створити нового персонажа. Результатом став «Освальд – щасливий кролик», перший анімаційний персонаж для Universal Pictures. В лютому 1928 року, коли персонаж виявився більш успішним, ніж очікувалося, Мінтц найняв всіх аніматорів Діснея, крім Айверкса, який відмовився залишити Діснея, і передав виробництво мультфільмів Освальда у свою нову студію «Winkler Pictures», разом з братом Маргарет Вінклер, Джорджем. Після втрати контракту з Волтером Ланцом, Чарльз Мінтц зосередився на серії «Скажений кіт».
Мінтц був номінований на дві премії «Оскар» за найкращий анімаційний короткометражний фільм. Його перша номінація відбулася в 1935 році за мультфільм «Країна свят», а також в 1938 році за мультфільм «Дівчинка з сірниками».

## Вибрана фільмографія
- 1927: Залізниця / Rail Rode
- 1928: Хот-дог / Hot Dog
- 1928: Бідний тато / Poor Papa
- 1934: Країна свят / Holiday Land
- 1938: З днем народження / Happy Birthday